# 古今十傑
古今十傑（ここんじっけつ）は、大相撲の歴史上の中で、江戸時代から昭和時代初期にかけて特に最強と言われた10名の力士の総称である。
雷電爲右エ門以外は全員が横綱である。
十傑は以下の10人で固定化されており、今後、十傑と互角かそれ以上の実力を持つ者（或いは、十傑と同等かそれ以上の実績を遺した者）が現れたとしても、この一覧に加えられて十一傑としたり、或いは人物を入れ替えて十傑入りすることは無い。
| 四股名         | 最高位 | 代数 | 現役期間       | 備考                                                                           |
| -------------- | ------ | ---- | -------------- | ------------------------------------------------------------------------------ |
| 谷風梶之助     | 横綱   | 4代  | 1769年～1794年 | 小野川とは同時昇進                                                             |
| 小野川喜三郎   | 横綱   | 5代  | 1776年～1797年 | 谷風とは同時昇進                                                               |
| 雷電爲右エ門   | 大関   | 76代 | 1789年～1811年 | 江戸相撲としての初土俵は1790年                                                 |
| 稲妻雷五郎     | 横綱   | 7代  | 1821年～1839年 | 雷電と比較されるほどの強者だった                                               |
| 陣幕久五郎     | 横綱   | 12代 | 1850年～1867年 | 横綱在位は2場所と極めて少ない                                                  |
| 梅ヶ谷藤太郎   | 横綱   | 15代 | 1871年～1885年 | 歴代横綱で最長寿記録保持者（83歳）                                             |
| 常陸山谷右エ門 | 横綱   | 19代 | 1892年～1914年 | 名門・出羽ノ海部屋を創設                                                       |
| 太刀山峯右エ門 | 横綱   | 22代 | 1900年～1918年 | 雷電の再来と言われ、突きは「四十五日の鉄砲」と恐れられた                       |
| 栃木山守也     | 横綱   | 27代 | 1911年～1925年 | 歴代横綱の中では最軽量、スピード感溢れる近代相撲を完成させた                   |
| 双葉山定次     | 横綱   | 35代 | 1927年～1945年 | 史上最長記録の69連勝を記録、戦前を代表する大横綱で晩年は相撲協会理事長を務めた |